# Championnat du monde de hockey sur glace 2001
Navigation
Russie 2000 Suède 2002
Le Championnat du monde de hockey sur glace 2001 Élite a lieu du 28 avril au 13 mai à Nuremberg, Cologne et Hanovre en Allemagne.

## Division Élite

### Tour préliminaire
| Clt | Équipe      | PJ | V | D | N | BP | BC | Pts |
| --- | ----------- | -- | - | - | - | -- | -- | --- |
| A1  | Tchéquie    | 3  | 2 | 0 | 1 | 10 | 4  | 5   |
| A2  | Allemagne   | 3  | 1 | 1 | 1 | 5  | 5  | 3   |
| A3  | Suisse      | 3  | 1 | 2 | 0 | 7  | 8  | 2   |
| A4  | Biélorussie | 3  | 1 | 2 | 0 | 5  | 10 | 0   |

| Clt | Équipe    | PJ | V | D | N | BP | BC | Pts |
| --- | --------- | -- | - | - | - | -- | -- | --- |
| B1  | Finlande  | 3  | 3 | 0 | 0 | 18 | 3  | 6   |
| B2  | Slovaquie | 3  | 2 | 1 | 0 | 15 | 9  | 4   |
| B3  | Autriche  | 3  | 1 | 2 | 0 | 4  | 12 | 2   |
| B4  | Japon     | 3  | 0 | 3 | 0 | 6  | 19 | 0   |

| Clt | Équipe     | PJ | V | D | N | BP | BC | Pts |
| --- | ---------- | -- | - | - | - | -- | -- | --- |
| C1  | Suède      | 3  | 2 | 0 | 1 | 12 | 4  | 5   |
| C2  | États-Unis | 3  | 1 | 1 | 1 | 8  | 7  | 3   |
| C3  | Ukraine    | 3  | 1 | 2 | 0 | 7  | 13 | 2   |
| C4  | Lettonie   | 3  | 1 | 2 | 0 | 6  | 9  | 2   |

| Clt | Équipe  | PJ | V | D | N | BP | BC | Pts |
| --- | ------- | -- | - | - | - | -- | -- | --- |
| D1  | Canada  | 3  | 3 | 0 | 0 | 13 | 2  | 6   |
| D2  | Russie  | 3  | 2 | 1 | 0 | 12 | 5  | 4   |
| D3  | Italie  | 3  | 0 | 2 | 1 | 5  | 14 | 1   |
| D4  | Norvège | 3  | 0 | 2 | 1 | 4  | 13 | 1   |

- Équipe qualifiée pour la suite de la compétition
- Équipe devant jouer les barrages pour le maintien en Élite

### Tour de qualification
| Clt | Équipe    | PJ | V | D | N | BP | BC | Pts |
| --- | --------- | -- | - | - | - | -- | -- | --- |
| E1  | Tchéquie  | 5  | 4 | 0 | 1 | 24 | 8  | 9   |
| E2  | Canada    | 5  | 3 | 1 | 1 | 19 | 11 | 7   |
| E3  | Russie    | 5  | 3 | 2 | 0 | 16 | 11 | 6   |
| E4  | Allemagne | 5  | 1 | 2 | 2 | 10 | 12 | 4   |
| E5  | Suisse    | 5  | 1 | 4 | 0 | 13 | 15 | 2   |
| E6  | Italie    | 5  | 1 | 4 | 0 | 5  | 30 | 2   |

| Clt | Équipe     | PJ | V | D | N | BP | BC | Pts |
| --- | ---------- | -- | - | - | - | -- | -- | --- |
| F1  | Finlande   | 5  | 4 | 1 | 0 | 23 | 12 | 8   |
| F2  | Suède      | 5  | 3 | 1 | 1 | 25 | 8  | 7   |
| F3  | États-Unis | 5  | 3 | 1 | 1 | 15 | 10 | 7   |
| F4  | Slovaquie  | 5  | 2 | 3 | 0 | 12 | 12 | 4   |
| F5  | Ukraine    | 5  | 1 | 4 | 0 | 7  | 21 | 2   |
| F6  | Autriche   | 5  | 1 | 4 | 0 | 4  | 23 | 2   |

- Équipe qualifiée pour la phase finale

### Tour de relégation
| Clt   | Équipe      | PJ | V | D | N | BP | BC | Pts |
| ----- | ----------- | -- | - | - | - | -- | -- | --- |
| +013, | Lettonie    | 3  | 2 | 0 | 1 | 13 | 4  | 5   |
| +014, | Biélorussie | 3  | 2 | 0 | 1 | 9  | 5  | 5   |
| +015, | Norvège     | 3  | 0 | 2 | 1 | 5  | 9  | 1   |
| +016, | Japon       | 3  | 0 | 2 | 1 | 6  | 15 | 1   |

- Équipe reléguée en division I pour le mondial 2002

Le Japon, en tant que seule équipe de l'Extrême-Orient, reste en Élite.

### Phase finale
|  | Quarts de finale        | Quarts de finale        |                         |                         | Demi-finales            | Demi-finales            |   |  | Finale                  | Finale                  |
|  | Quarts de finale        | Quarts de finale        |                         |                         | Demi-finales            | Demi-finales            |   |  | Finale                  | Finale                  |
|  |                         |                         |                         |                         |                         |                         |   |  |                         |                         |
|  | 10 mai - Preussag Arena | 10 mai - Preussag Arena |                         |                         | 12 mai - Preussag Arena | 12 mai - Preussag Arena |   |  | 13 mai – Preussag Arena | 13 mai – Preussag Arena |
|  | 10 mai - Preussag Arena | 10 mai - Preussag Arena |                         |                         | 12 mai - Preussag Arena | 12 mai - Preussag Arena |   |  | 13 mai – Preussag Arena | 13 mai – Preussag Arena |
|  | Tchéquie                | 2                       |                         |                         | 12 mai - Preussag Arena | 12 mai - Preussag Arena |   |  | 13 mai – Preussag Arena | 13 mai – Preussag Arena |
|  | Tchéquie                | 2                       |                         |                         | 12 mai - Preussag Arena | 12 mai - Preussag Arena |   |  | 13 mai – Preussag Arena | 13 mai – Preussag Arena |
|  | Slovaquie               | 0                       |                         |                         | 12 mai - Preussag Arena | 12 mai - Preussag Arena |   |  | 13 mai – Preussag Arena | 13 mai – Preussag Arena |
|  | Slovaquie               | 0                       | Tchéquie                | 3                       |                         |                         |   |  | 13 mai – Preussag Arena | 13 mai – Preussag Arena |
|  | 10 mai - Kölnarena      |                         | Tchéquie                | 3                       |                         |                         |   |  | 13 mai – Preussag Arena | 13 mai – Preussag Arena |
|  |                         | Suède                   | 2                       |                         |                         |                         |   |  | 13 mai – Preussag Arena | 13 mai – Preussag Arena |
|  | Finlande                | Suède                   | 2                       | 4                       |                         |                         |   |  | 13 mai – Preussag Arena | 13 mai – Preussag Arena |
|  | Finlande                |                         |                         | 4                       |                         |                         |   |  | 13 mai – Preussag Arena | 13 mai – Preussag Arena |
|  | Allemagne               | 1                       |                         |                         |                         |                         |   |  | 13 mai – Preussag Arena | 13 mai – Preussag Arena |
|  | Allemagne               | 1                       | Tchéquie                | 3                       |                         |                         |   |  |                         |                         |
|  | 10 mai - Preussag Arena |                         | Tchéquie                | 3                       |                         |                         |   |  |                         |                         |
|  |                         | Finlande                | 2                       |                         |                         |                         |   |  |                         |                         |
|  | Canada                  | Finlande                | 2                       | 3                       |                         |                         |   |  |                         |                         |
|  | Canada                  | 12 mai - Preussag Arena |                         | 3                       |                         |                         |   |  |                         |                         |
|  | États-Unis              | 4                       |                         |                         |                         |                         |   |  |                         |                         |
|  | États-Unis              | 4                       | États-Unis              | 1                       |                         |                         |   |  |                         |                         |
|  | 10 mai - Kölnarena      | 10 mai - Kölnarena      | États-Unis              | 1                       | Match pour la 3e place  | Match pour la 3e place  |   |  |                         |                         |
|  | 10 mai - Kölnarena      | 10 mai - Kölnarena      |                         | Finlande                | Match pour la 3e place  | Match pour la 3e place  | 3 |  |                         |                         |
|  | Suède                   | 4                       | 13 mai – Preussag Arena | 13 mai – Preussag Arena |                         |                         | 3 |  |                         |                         |
|  | Suède                   | 4                       | 13 mai – Preussag Arena | 13 mai – Preussag Arena |                         |                         |   |  |                         |                         |
|  | Russie                  | 3                       |                         | États-Unis              | 2                       |                         |   |  |                         |                         |
|  | Russie                  | 3                       |                         | États-Unis              | 2                       |                         |   |  |                         |                         |
|  |                         |                         |                         |                         |                         |                         |   |  | Suède                   | 3                       |
|  |                         |                         |                         |                         |                         |                         |   |  | Suède                   | 3                       |

Finale
| 13 mai 2001 | Tchéquie | 3-2 (pr) (0-1, 0-1, 2-0, 1-0) | Finlande | Preussag Arena 10 513 spectateurs |

| Feuille de match | Feuille de match                                                                                                | Feuille de match    | Feuille de match                                                             | Feuille de match                                              |
| ---------------- | --- | ------------------- | ---------------------------------------------------------------------------- | ------------------------------------------------------------- |
|                  | - Procházka (Patera, Moravec) — 44 min 31 s Dopita (Čajánek, Ujčík) — 54 min 5 s Moravec (Patera) — 70 min 38 s | 0-1 0-2 1-2 2-2 3-2 | Lind (Ylönen, S. Kapanen) — 17 min 35 s Ylönen (Salo) — 38 min 39 s (SN) - - | Arbitrage : Ulf Rådbjer (Suède) Derek Hansen et Johan Norrman |
| Milan Hnilička   | Gardiens | Pasi Nurminen       |                                                                              | Arbitrage : Ulf Rådbjer (Suède) Derek Hansen et Johan Norrman |
| 16 min           | Pénalités | 10 min              |                                                                              | Arbitrage : Ulf Rådbjer (Suède) Derek Hansen et Johan Norrman |
| 35               | Tirs | 49                  |                                                                              | Arbitrage : Ulf Rådbjer (Suède) Derek Hansen et Johan Norrman |

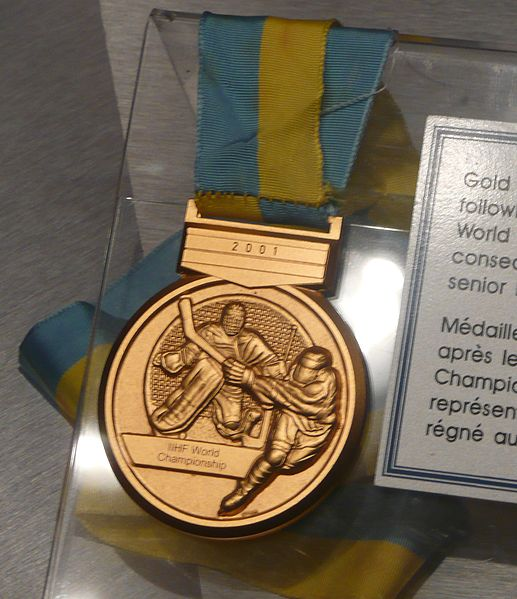
La médaille des champions du monde 2001

Les joueurs tchèques suivants sont sacrés champions du monde 2001 : 
- Gardiens : Milan Hnilička, Vladimír Hudáček et Dušan Salfický ;
- Défenseurs : Jaroslav Špaček, Pavel Kubina, Filip Kuba, František Kaberle, Radek Martínek, Martin Richter et Karel Pilař ;
- Attaquants : Martin Richter, David Výborný, Pavel Patera, Viktor Ujčík,  Petr Čajánek, Jaroslav Hlinka, Radek Dvořák, Martin Procházka, Robert Reichel, David Moravec, Tomáš Vlasák, Martin Ručínský,  Jiří Dopita et Jan Tomajko.

### Statistiques
| Équipe   | Joueur             | PJ | B | A  | Pts | Pun |
| -------- | ------------------ | -- | - | -- | --- | --- |
| Finlande | Juha Ylönen        | 9  | 5 | 9  | 14  | 2   |
| Finlande | Petteri Nummelin   | 9  | 1 | 12 | 13  | 0   |
| Tchéquie | Robert Reichel     | 9  | 5 | 7  | 12  | 4   |
| Finlande | Sami Kapanen       | 8  | 7 | 4  | 11  | 8   |
| Finlande | Sami Salo          | 9  | 3 | 6  | 9   | 6   |
| Suède    | Per Johan Axelsson | 9  | 3 | 6  | 9   | 12  |
| Suède    | Kristofer Ottosson | 9  | 4 | 4  | 8   | 0   |
| Suède    | Kim Johnsson       | 9  | 4 | 4  | 8   | 6   |
| Tchéquie | Radek Dvořák       | 9  | 4 | 4  | 8   | 8   |
| Suède    | Daniel Alfredsson  | 9  | 3 | 5  | 8   | 6   |

| Joueur             | Équipe         | Min. | BC | Moy  | Bl | Arr.   |
| ------------------ | -------------- | ---- | -- | ---- | -- | ------ |
| Biélorussie        | Leonid Fatikov | 160  | 3  | 1,13 | 1  | 95,7 % |
| République tchèque | Milan Hnilička | 540  | 13 | 1,44 | 1  | 95,1 % |
| Russie             | Maksim Sokolov | 321  | 9  | 1,68 | 2  | 92,8 % |
| Finlande           | Pasi Nurminen  | 410  | 12 | 1,75 | 0  | 93,7 % |
| Suède              | Tommy Salo     | 494  | 16 | 1,94 | 2  | 92,0 % |

### Classement final
| Place                                               | Équipe      |
| --------------------------------------------------- | ----------- |
| Médaille en or avec le chiffre 1 inscrit dessus     | Tchéquie    |
| Médaille en argent avec le chiffre 2 inscrit dessus | Finlande    |
| Médaille en bronze avec le chiffre 3 inscrit dessus | Suède       |
| 4                                                   | États-Unis  |
| 5                                                   | Canada      |
| 6                                                   | Russie      |
| 7                                                   | Slovaquie   |
| 8                                                   | Allemagne   |
| 9                                                   | Suisse      |
| 10                                                  | Ukraine     |
| 11                                                  | Autriche    |
| 12                                                  | Italie      |
| 13                                                  | Lettonie    |
| 14                                                  | Biélorussie |
| 15                                                  | Norvège     |
| 16                                                  | Japon       |

## Division I
Le groupe A de la division I est joué à Grenoble en France, du 16 au 22 avril.
| Clt | Équipe   | PJ | V | D | N | BP | BC | Pts |
| --- | -------- | -- | - | - | - | -- | -- | --- |
| A1  | Pologne  | 5  | 4 | 1 | 0 | 27 | 9  | 8   |
| A2  | France   | 5  | 3 | 1 | 1 | 20 | 10 | 7   |
| A3  | Danemark | 5  | 3 | 2 | 0 | 23 | 14 | 6   |
| A4  | Hongrie  | 5  | 3 | 2 | 0 | 19 | 15 | 6   |
| A5  | Pays-Bas | 5  | 1 | 3 | 1 | 10 | 25 | 3   |
| A6  | Lituanie | 5  | 0 | 5 | 0 | 10 | 36 | 0   |

Le groupe B de la division I est joué à Ljubljana en Slovénie du 15 au 21 avril.
| Clt | Équipe          | PJ | V | D | N | BP | BC | Pts |
| --- | --------------- | -- | - | - | - | -- | -- | --- |
| B1  | Slovénie        | 5  | 4 | 0 | 1 | 44 | 6  | 9   |
| B2  | Grande-Bretagne | 5  | 4 | 0 | 1 | 42 | 9  | 9   |
| B3  | Kazakhstan      | 5  | 3 | 2 | 0 | 35 | 21 | 6   |
| B4  | Croatie         | 5  | 1 | 3 | 1 | 17 | 45 | 3   |
| B5  | Chine           | 5  | 1 | 4 | 0 | 8  | 39 | 2   |
| B6  | Estonie         | 5  | 0 | 4 | 1 | 13 | 39 | 1   |

- Équipe promue en Élite pour le mondial 2002
- Équipe reléguée en division II pour le mondial 2002

## Division II
Le groupe A de la division II est joué à Majadahonda en Espagne, du 1er au 7 avril
| Clt | Équipe           | PJ | V | D | N | BP | BC | Pts |
| --- | ---------------- | -- | - | - | - | -- | -- | --- |
| A1  | Corée du Sud     | 5  | 5 | 0 | 0 | 42 | 5  | 10  |
| A2  | Espagne          | 5  | 4 | 1 | 0 | 52 | 8  | 8   |
| A3  | Australie        | 5  | 3 | 2 | 0 | 40 | 23 | 6   |
| A4  | Afrique du Sud   | 5  | 2 | 3 | 0 | 17 | 48 | 4   |
| A5  | Islande          | 5  | 1 | 4 | 0 | 11 | 34 | 2   |
| A6  | Nouvelle-Zélande | 5  | 0 | 5 | 0 | 12 | 56 | 0   |

Le groupe B de la division II est joué à Bucarest en Roumanie, du 26 mars au 1er avril.
| Clt | Équipe               | PJ | V | D | N | BP | BC | Pts |
| --- | -------------------- | -- | - | - | - | -- | -- | --- |
| B1  | Roumanie             | 5  | 5 | 0 | 0 | 46 | 4  | 10  |
| B2  | Israël               | 5  | 4 | 1 | 0 | 21 | 11 | 8   |
| B3  | Serbie-et-Monténégro | 5  | 2 | 2 | 1 | 24 | 13 | 5   |
| B4  | Bulgarie             | 5  | 2 | 3 | 0 | 21 | 25 | 4   |
| B5  | Belgique             | 5  | 1 | 3 | 1 | 23 | 20 | 3   |
| B6  | Mexique              | 5  | 0 | 5 | 0 | 4  | 66 | 0   |

- Équipe promue en division I pour le mondial 2002
- Équipe devant jouer les qualifications pour la division II pour le mondial 2002